# NRV-Rechtsschutz
Die Neue Rechtsschutz-Versicherungsgesellschaft (NRV) ist eine Versicherungsgesellschaft, die Rechtsschutzversicherungen anbietet.
Der Anteil der Neue Rechtsschutz-Versicherungsgesellschaft AG (NRV) am deutschen Rechtsschutzmarkt beträgt 2,6 % (Stand 31. Dezember 2016).

## Unternehmensgeschichte
Das Unternehmen wurde im Jahre 1955 durch die damalige Mannheimer Versicherungs AG als eigenständige Gesellschaft gegründet, da es aufgrund des Versicherungsaufsichtsgesetzes einer Schadensversicherungsgesellschaft untersagt war, im eigenen Unternehmen auch eine Rechtsschutzversicherung zu betreiben.

## Gesellschafterstruktur
Die Aktionäre der NRV AG sind:
- Nürnberger Allgemeine Versicherungs-AG, Nürnberg (Beteiligung 51 %, Stand 31. Dezember 2020)
- VHV Holding AG, Hannover (Beteiligung 34,02 %, Stand 31. Dezember 2020)
- Continentale Holding AG, Dortmund  (Beteiligung 14,98 %, Stand 31. Dezember 2020)

Bis zum Juli 2017 war die Stuttgarter Lebensversicherung a. G. an der NRV beteiligt. Die Anteile wurden an die VHV Holding und Nürnberger Allgemeine verkauft.

## Vertrieb
Der Vertrieb erfolgt über die folgenden Versicherungsgesellschaften:
- Nürnberger Allgemeine Versicherungs-AG, Nürnberg
- VHV Vereinigte Hannoversche Versicherung a. G., Hannover
- Mannheimer Versicherung AG, Mannheim
- Garanta Österreich Versicherungs-AG, Salzburg

## Wirtschaftliche Entwicklung
Im Jahre 2009 verbuchte das Unternehmen Bruttobeiträge in Höhe von 67.059.125 €, die Zahlungen für Versicherungsfälle im gleichen Jahr beliefen sich auf 43.386.591 €. Die vorhandenen Kapitalanlagen wurden mit rund 117,9 Mio. € bilanziert. Im Jahr 2011 lagen die gebuchten Bruttobeiträge bei 73,4 Millionen €, die Zahlungen für Versicherungsfälle bei 40,6 Millionen €. Die Kapitalanlagen beliefen sich auf 117,4 Millionen €. 2016 gehörte die NRV zu den 15 größten Rechtsschutzversicherern auf dem deutschen Markt gemessen an den gebuchten Beiträgen. 2017 verzeichnet das Unternehmen gebuchte Bruttobeiträge in Höhe von 96,8 Mio. €, Zahlungen für Versicherungsfälle von 55,3 Mio. € und ein Kapitalanlagevolumen von 152,9 Mio. €.